# Король Клавдий
Кла́вдий (англ. Claudius) —  персонаж и главный антагонист пьесы Шекспира «Гамлет». В пьесе он является королём Дании, братом прежнего короля, мужем Гертруды и дядей Гамлета.

## Образ Клавдия в пьесе
В пьесе Клавдий убивает своего брата, влив яд ему в ухо во время сна, сменяет его на престоле и женится на Гертруде.
Клавдий является правителем страны, но при этом он бесчестный человек (по мнению Гамлета).
Когда приезжают группа актёров, они ставят пьесу «Убийство Гонзаго», однако Гамлет слегка меняет её сюжет таким образом, чтобы пьеса изображала убийство прежнего короля со слов призрака. Клавдий внимательно следит за действием пьесы и уходит после того, как на сцене происходит убийство; Гамлет, следивший за реакцией Клавдия, теперь уверен в его виновности. Вскоре Гамлет идёт в покои королевы Гертруды, своей матери, и во время разговора убивает подслушивавшего за ковром королевского советника Полония, решив, что это Клавдий. Король, понимая, что Гамлет для него опасен, отсылает его в Англию вместе с Розенкранцем и Гильденстерном за данью, передав с ними запечатанное письмо к английскому королю с требованием, чтобы Гамлета сразу же по приезде казнили. Принц спасается от этой участи, подменив письмо.
В финале Клавдия перед своей смертью убивает Гамлет после поединка с Лаэртом.

## Известные исполнители
- Эдуард фон Винтерштайн
- Бэзил Сидни
- Михаил Названов — в фильме Григория Козинцева
- Энтони Хопкинс
- Алан Бейтс
- Дерек Джекоби
- Кайл Маклахлен
- Патрик Стюарт
- Клайв Оуэн

## Влияние
Клавдий стал прототипом Кларенса Морроу — персонажа из «Сыны анархии». Также Клавдий стал прототипом Мираза — персонажа-антагониста книги Клайва Стейплза Льюиса «Принц Каспиан» и Шрама — льва, младшего брата Муфасы и дяди Симбы из мультфильма «Король Лев» (сам мультфильм частично базируется на сюжете «Гамлета»).